# Eduard Kale
Eduard Kale (Žirje, 1935. – Zagreb, 2006.), hrvatski sociolog i kulturolog 
Za asistenta na predmetu Povijest civilizacija na FPZG-u izabran je 1963. Na istom fakultetu doktorirao je 1972. Predavao je i na Hrvatskim studijima Sveučilišta u Zagrebu. 
Najvažnije knjige:
- Uvod u znanost o kulturi, Školska knjiga, Zagreb 1977. (tri izdanja)
- Povijest civilizacija, Školska knjiga, Zagreb, 1981. (sedam izdanja)
- Storia delle Civilta, Edit, Rijeka 1983.
- Temelji islamske i kineske kulture i politike, Školske novine, Zagreb 1991.
- Hrvatski kulturni i politički identitet, Pan-liber, Zagreb 1999.

Objavio je i više desetaka znanstvenih studija, radio na nekoliko znanstvenih projekata, pa tako i "Hrvatska kulturna i politička samosvojnost (identitet)", te sudjelovao na mnogim znanstvenim skupovima. Bio je voditelj projekta Temelji zapadnoeuropske kulture i politike. 
Umro je 2006. u Zagrebu.